# 41.ª Divisão
41. Division é uma unidade militar estabilizada em 1 de outubro de 1912 em Iława.